# Maurice Wantellet
Maurice Wantellet, né le 8 juin 1926 à Grenoble, ville où il est mort le 27 janvier 2023, est un historien de l'art, écrivain et collectionneur d'œuvres d'art français.

## Biographie
Nordiste par son père, Dauphinois par sa mère originaire de Chartreuse, il a résidé en Isère.
Il est connu principalement pour son activité dans le domaine de l'histoire de l'art, et plus particulièrement de la peinture de sa région : par ses ouvrages, ses articles, ses conférences, ses visites guidées, il a grandement contribué à faire connaître les peintres dauphinois, au niveau national voire international.
Ses ouvrages sont des outils de références dans le monde des arts graphiques. Il est cité dans plus de 40 monographies de peintres de l'encyclopédie Wikipedia francophone : Abbé Calès, Georges Gimel, Jules Bernard, Laurent Guétal, Henriette Gröll, Victor Sappey, Victor Charreton, Ernest Victor Hareux, Théodore Ravanat, Jacqueline Marval, Henri Fantin-Latour, Eugène Faure, Henri Blanc-Fontaine, Louise Morel, Jules Flandrin, François-Auguste Ravier, Jean Achard, Édouard d'Apvril, Alexandre Debelle, Dimitri Varbanesco, André Albertin, Ernest Hébert, Tancrède Bastet, Andry-Farcy, Jean-Louis Gervat, Alexis-Paul Pachot d'Arzac, Isidore Dagnan, Jean Brian, Georges Yatridès, Jean Vinay, François Guiguet, Diodore Rahoult, Jacques Gay, Charles Bertier, Claude Pollet, Lucien Mainssieux, François Joseph Girot, Henriette Deloras, Édith Berger, Eugénie Gruyer-Brielman, Firmin Gautier. Et il est cité plusieurs fois dans des monographies de peintres sur Wikipedia anglophone.
Jean Guibal, conservateur en chef du patrimoine, directeur du Musée dauphinois, déclare en 2012 au sujet de Maurice Wantellet :
« En de multiples expositions, en quelques ouvrages remarqués, notre auteur a montré la nature et la qualité de son savoir, surprenant notamment tous les spécialistes par sa familiarité avec les collections privées, même les plus discrètes. Cette connaissance est [...] mise à contribution pour tous les projets d'exposition, dans les musées comme dans les galeries associatives ».
Il va aussi "sur le terrain" pour commenter des visites guidées. C'est le cas pour une exposition consacrée à Diodore Rahoult au musée départemental de l'Ancien Évêché en 2013.
En 2016, Candice Humbert, dans sa thèse de doctorat en histoire de l'art soutenue à l'université Grenoble-Alpes, intitulée L’élaboration d'une culture artistique régionale : Grenoble et ses artistes de 1796 à 1853, remercie Maurice Wantellet, entre autres personnes, « pour les précieux renseignements communiqués lors de nos multiples entretiens », et le cite de nombreuses fois dans le corps du texte.
En 2020, Guy Tosatto, directeur du musée de Grenoble dans l'avant-propos du catalogue Grenoble et ses artistes au XIXe siècle sorti à l'occasion de cette exposition, remercie vivement Maurice Wantellet pour son don d'une dizaine d'œuvres au musée,.

## Œuvre

### Ses ouvrages publiés
- Exposition des 3 abbés : Guétal, Calès, Gervat : château de la condamine, Corenc-Montfleury 13 octobre - 17 novembre 1977 (catalogue d'exposition)
- 150 ans de peinture dauphinoise ou histoire d'un grand art, Ed. Dardelet, 1979
- 59e Salon de peinture de sculpture 1932-1982. Société des amis des arts, du 13 au 28 mars 1982, Palais des Sports (Grenoble). Exposition, Société des amis des arts, 1982
- Deux siècles et plus de peinture dauphinoise, M. Wantellet, 1987
- La vie d'un tableau : restauration, conservation, entretien, maison Stendhal, impr. Eymond, 1990
- La montagne magique : les Alpes & les peintres, 1992
- Abbé Calès : un homme, un peintre : 29 septembre 2001 - 8 avril 2002. Musée de l'Ancien évêché, Grenoble, 2001 (catalogue d'exposition), en collaboration avec Isabelle Lazier, Conservation du patrimoine de l'Isère, 2001
- Le Dauphiné et les peintres : une source d'inspiration, Éd. "Le Dauphiné libéré", Patrimoines, 2003
- Peintres(s) à Proveysieux : exposition au musée de l'Ancien Evêché 17 octobre 2003-10 mai 2004, Musée de l'Ancien Evêché : Conservation du Patrimoine de l'Isère (catalogue d'exposition), 2003
- Proveyzieux : Les débuts de la peinture de montagne, revue La montagne et alpinisme  (CAF) No 214 4/2003 p. 48-52[8].
- Dictionnaire des peintres, sculpteurs et graveurs du Dauphiné, en collaboration avec Yves Deshairs, 754 p., 2008
- Florilège de peinture dauphinoise : clé de lecture des œuvres, M. Wantellet, 2012

### Ses principales communications à l'Académie delphinale
Maurice Wantellet est membre émérite de l'Académie delphinale.
- Édith Berger en son village, 1990
- Discours de réception: Éloge d’André Doyon, 1991
- La Société des Amis des arts de Grenoble, 1991
- L’Effort, groupe d’action d’art, 1995
- Mille ans de peinture en Dauphiné, 1998
- Vizille et la peinture dauphinoise, 2003
- Saint Roch! Vous avez dit cimetière? 2007
- Moly-Sabata, Villa Médicis dauphinoise, 2011
- Moly-Sabata, haut-lieu culturel dauphinois, 2012[9].

## Distinctions et hommages
- En 1987, il est lauréat du Prix de l'Alpe pour son ouvrage Deux siècles et plus de peinture dauphinoise[10],[11].

- En 1990, Maurice Wantellet est élu à l'Académie Delphinale[12].

- Chevalier de l'ordre des Arts et des Lettres (2009)[13].